# 哈馬帕河

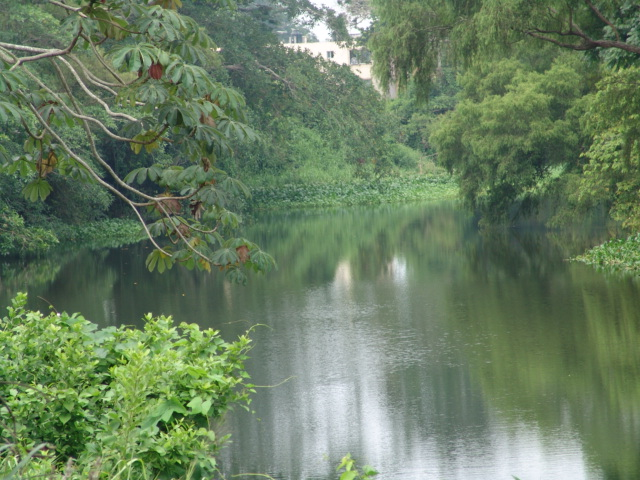

哈馬帕河是墨西哥的河流，位於普埃布拉州和韋拉克魯斯州，河道全長368公里，流域面積4,061平方公里，發源自奧里薩巴山以東，最終注入墨西哥灣。